# قائمة مطارات الولايات المتحدة

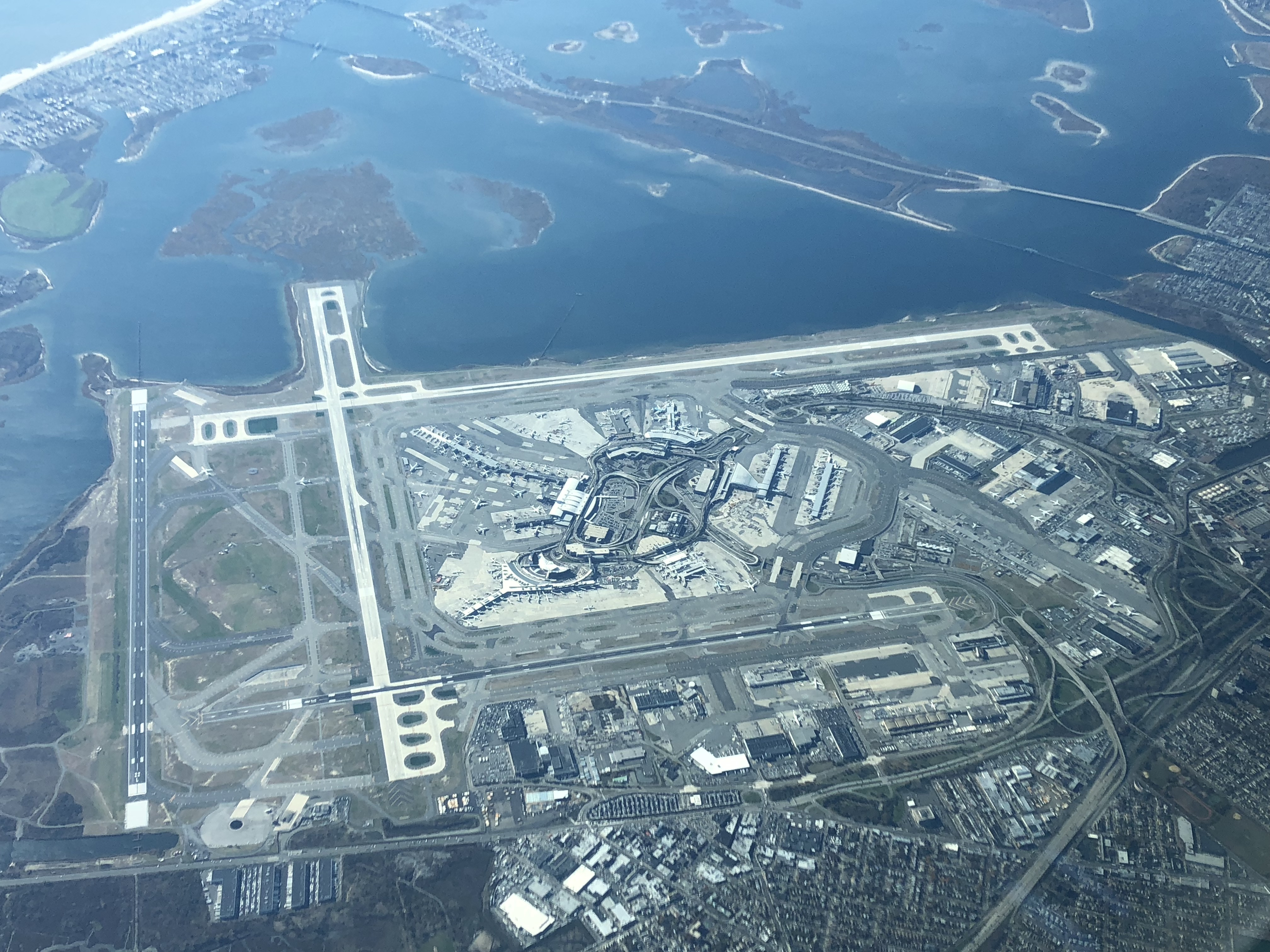
مطار جون إف كينيدي الدولي

المطار هو مرفق إقلاع ووصول الطائرات وبه بشكل أساسي مدرج هبوط وقد يتميّز بمواصفات خاصة تتناسب مع حجم ونوع الطائرات التي تستخدم المطار.

## قائمة مطارات الولايات المتحدة
تحتوي هذه القائمة على أسماء مطارات في الولايات المتحدة.
- مطار بالتيمور واشنطن الدولي
- حقل بتيس
- مطار سان أنطونيو الدولي
- مطار سانت لويس الدولي
- سايروس كاي بتيس
- مطار فان نويز
- مطار لوجان الدولي
- مركز تي دبليو إيه الجوي
- مطار أنتونيو بي وان بات الدولي
- مطار أوستن برغستروم الدولي
- مطار أوهير الدولي
- مطار إنديانابوليس الدولي
- مطار باين فيلد
- مطار تشارلوت دوغلاس الدولي
- مطار تيد ستيفنز أنكوراج الدولي
- مطار تير هوت الدولي
- مطار جورج بوش الدولي
- مطار جون إف كينيدي الدولي
- مطار خليج هيوستن
- مطار دالاس فورت ورث الدولي
- مطار دنفر الدولي
- مطار دوثان الإقليمي
- مطار ديترويت
- مطار رينو تاهو الدولي
- مطار زوكس الدولي
- مطار سان خوسيه الدولي
- مطار سان دييغو الدولي
- مطار سان فرانسيسكو الدولي
- مطار ستابلتون الدولي
- مطار سولت ليك سيتي الدولي
- مطار سياتل تاكوما الدولي
- مطار سيوكس سيتي
- مطار شيكاغو روكفورد الدولي
- مطار غويوان
- مطار فورت واين الدولي
- مطار فيلادلفيا الدولي
- مطار فينيكس سكاي هاربر الدولي
- مطار لاغوارديا
- مطار لوس أنجلوس الدولي
- مطار ليتل روك الدولي
- مطار ماكاران الدولي
- مطار ممفيس الدولي
- مطار منيابولس-سنت بول الدولي
- مطار موبيل الإقليمي
- مطار نيو اورليانز لويس أرمسترونغ الدولي
- مطار نيوآرك ليبرتي الدولي
- مطار هونولولو الدولي
- مطار ولاية هارفارد
- مطار يونتان
- مطار هارتسفيلد جاكسون